# Cynthia Weil
Cynthia Weil (ur. 18 października 1940 w Nowym Jorku, zm. 1 czerwca 2023 w Beverly Hills) – amerykańska autorka tekstów piosenek, pisząca wraz ze swoim mężem Barrym Mannem. Weil i Mann zostali wprowadzeni do Rock and Roll Hall of Fame w 2010 roku. W 1987 roku została wprowadzona wraz z mężem do Songwriters Hall of Fame, a w 2011 roku wspólnie otrzymali nagrodę im. Johnny’ego Mercera, najwyższe odznaczenie przyznawane przez tę Galerię Sław.
Weil i jej mąż, oboje mieszkający w Brill Building, odegrali kluczową rolę w kształtowaniu brzmienia rock and rolla w latach 60. wraz z: Carole King, Burtem Bacharachem i Neilem Diamondem.

## Życie i kariera
Weil urodziła się w Nowym Jorku 18 października 1940 roku. Dorastała na Upper West Side i Upper East Side na Manhattanie w konserwatywnej rodzinie żydowskiej. Jej ojcem był Morris Weil, właściciel sklepu meblowego i syn imigrantów litewsko-żydowskich, a matką Dorothy Mendez, która dorastała w sefardyjskiej rodzinie żydowskiej na Brooklynie. Weil próbowała swoich sił jako aktorka i tancerka, ale wkrótce wykazała się umiejętnością pisania piosenek, co doprowadziło do jej współpracy z Barrym Mannem, którego poślubiła w sierpniu 1961 roku. Para miała jedną córkę, Jenn Mann. Weil stała się jedną z najważniejszych pisarzy podczas powstawania rock and rolla.
Ona i jej mąż tworzyli piosenki dla wielu współczesnych artystów, zdobywając kilka nagród Grammy, a także nominacje do Oscara za kompozycje filmowe.
W 1987 roku została wprowadzona wraz z mężem do Songwriters Hall of Fame. W 2004 roku w Nowym Jorku otwarto muzyczną rewię Mann and Weil’s They Wrote That?, opartą na ich piosenkach. W nim Mann śpiewał, a Weil opowiadała historie o piosenkach i ich osobistej historii.
Weil, wraz z Mannem, zostali wyróżnieni wśród laureatów nagrody Ahmeta Ertegüna przyznanej w 2010 roku przez Rock and Roll Hall of Fame i była pierwszą kobietą, która otrzymała ten zaszczyt.
W 2011 roku Mann i Weil otrzymali nagrodę Johnny Mercer Award, najwyższe odznaczenie przyznawane przez Songwriters Hall of Fame.
W 2015 roku Weil opublikowała swoją pierwszą powieść Cieszę się, że to zrobiłam, opowiadającą swoją wielką tajemnicę z 1963 roku.
Weil zmarła w swoim domu w Beverly Hills w Kalifornii 1 czerwca 2023 roku w wieku 82 lat.